# マデイラ川

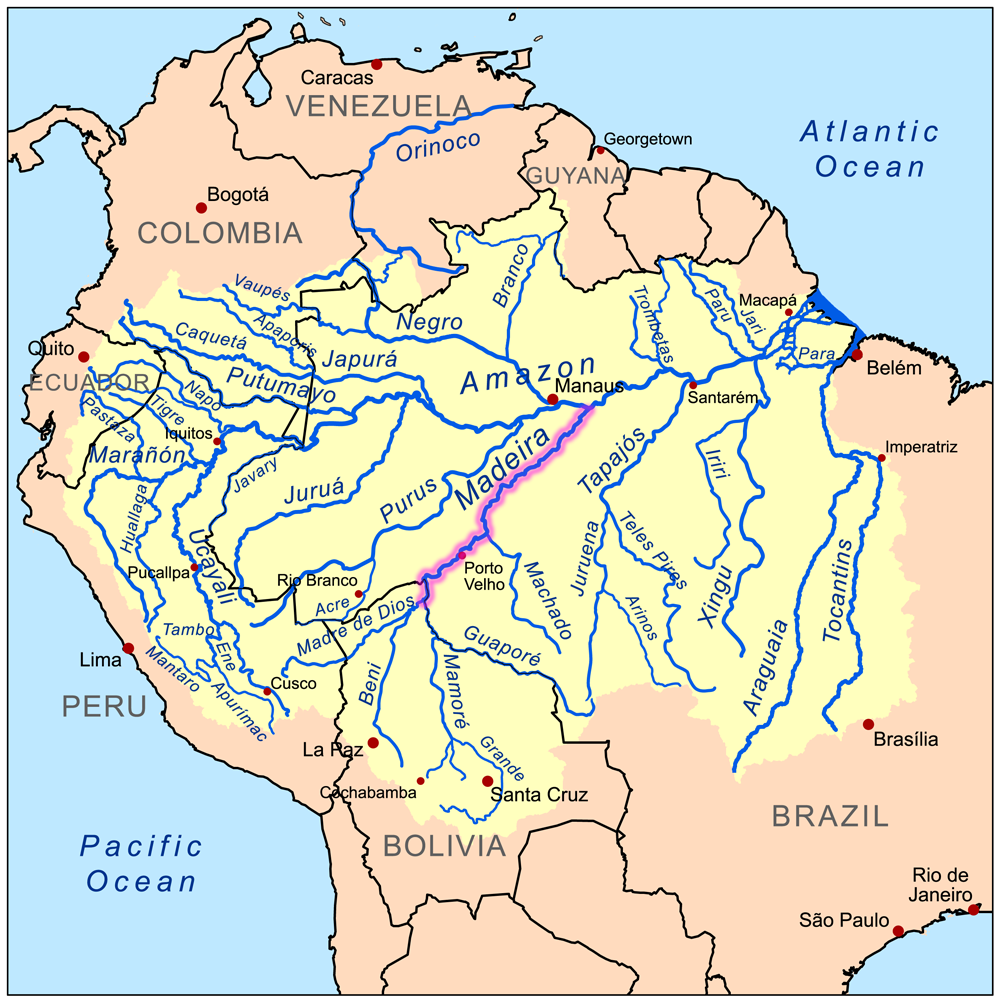
マデイラ川流域

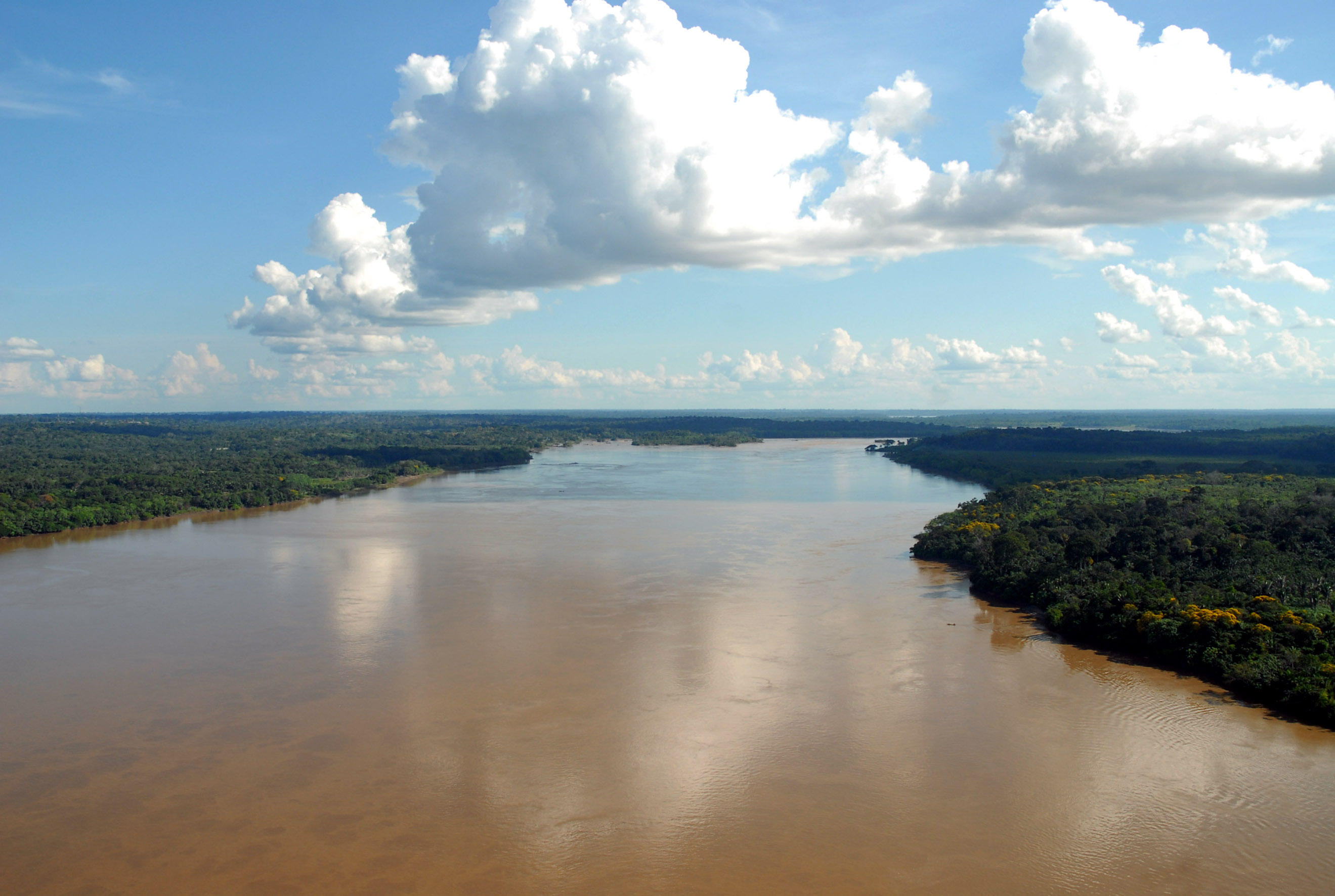
ポルト・ヴェーリョ近郊を流れるマデイラ川

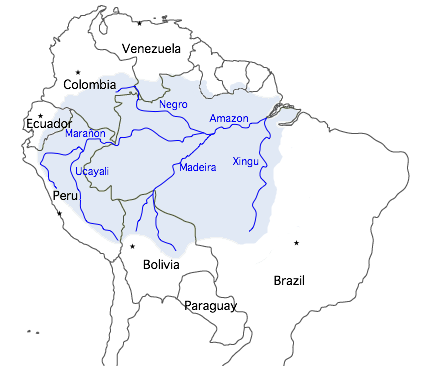
マデイラ川を含むアマゾン川の支流

マデイラ川（マデイラがわ : Río Madeira [ˈʁi.u mɐˈdejɾɐ]）は、南米を代表する大河であると同時にアマゾン川の最大の支流である。全長3,380km。

## 自然
広大な流域では年平均750ないし3,000mmの降水量があり、マデイラ上流域では1,705mm/年である。雨量の最小は490mm、最大は7000mmである。マデイラ川上流部だけで17,000m3/秒（536km3/年）の流量があり、これはコンゴ川の半分に達する世界有数の規模である。このうち、約25%の4,170m3/秒（132km3/年）はボリビアのアンデス地方から来るものである。合流部は39,732tでコンゴ川を超える。

## 地理
サンタ・クルス・デ・ラ・シエラからクスコに至るアンデス地域からは北西方向に、ブラジルのマットグロッソ州全域からは南西方向に、チキトスからは北方向に降雨を集め、グアジャラミリン (Guajará-Mirim)付近でマデイラ川に集まる。この総流域面積は850,000km2で、フランスとスペインの面積を併せた大きさに匹敵する。マデイラに流入する主な河川としては（東から西の順に）グアポレ川（イテネス川）、バウレス川、ブランコ川、イトナマ川（サンミゲル川）、マモレ川、ベニ川、マユタタ川（マドレ・デ・ディオス川）があり、これらの川はさらに数多くの支流からなる。
マデイラ川上流の支流域は広々としたモホス (Mojos) 平野とベニ平野で、9万km2程度の地域が3-4ヶ月に渡って1m程度水没する。
マデイラ川はボリビアとブラジルの国境に沿って約100km北側に流れる。アブナ川 (Rio Abunã)と合流した後はブラジル北西部のロンドニア州やアマゾナス州を蛇行して北西に流れてゆき、アマゾン本流に合流する。合流点にはツピナンバラナス島 (Ilha Tupinambaranas)があり、広大な湿地帯が広がる。
雨期には水位が15m以上も上がり、海洋航行船が河口から1,070km上流のポルト・ヴェーリョ近くのサンアントニオ滝まで遡上できる。しかし6月から11月の乾期には2m程度の水位になるため、航空機で行き来することになる。
アマゾンカワイルカの一種がマデイラ水系に生息していることが知られている。

## 歴史
19世紀後半、マデイラ川の航行困難な急流を回避するために、鉄道建設がたびたび計画される。アマゾンの天然ゴム資源を発端に発生したアクレ紛争が1899年に起こる。この紛争の講和条約であるペトロポリス条約でブラジル政府が資金を提供して、鉄道工事が始まる。6年半の難工事の末、1912年にマデイラ・マモレ鉄道が開通する。
2007年7月に、ブラジル政府により2つの発電ダム建設が承認されたが、環境保護団体などが反対運動を起こしている。